# 九一式戰鬥機
九一式戰鬥機是由中島重工飛機工程師小山悌在法國飛機工程師安德鲁.馬里協助之下研發的單翼戰鬥機，目的是要取代日本陸軍航空隊使用的法國戰鬥機而能完成日本戰鬥機的國產化，1927年由日本陸軍提出方案並交由中島、三菱和川崎投標，陸軍的要求是此新式戰鬥機要夠快速和良好的爬昇性能故要求以高單翼戰鬥機的設計為主，川崎的KDA-3首先出局，三菱的隼型試作戰鬥機表現良好但卻在時速達到400公里/小時發生空中解體意外，最後祇剩下中島的NC試作機於1931年6月中標，由於該年為日本皇紀2591年而被命名為九一式戰鬥機。

## 基本資料(九一式一型)
- 機長: 7.27米
- 翼展: 11米
- 機高: 2.79米
- 翼面積: 20平方米
- 空重: 1,075公斤
- 載重: 1,530公斤
- 發動機: 一俱仿英國木星風冷式發動機(520匹馬力)
- 最快時速: 320公里/小時
- 航程: 700公里
- 武裝: 機頭兩支7.7毫米口徑八九式機槍

## 主要機型
- 九一式一型

九一式初期型，使用中島仿製的英國木星發動機
- 九一式二型

發動機改為中島壽發動機

## 實戰

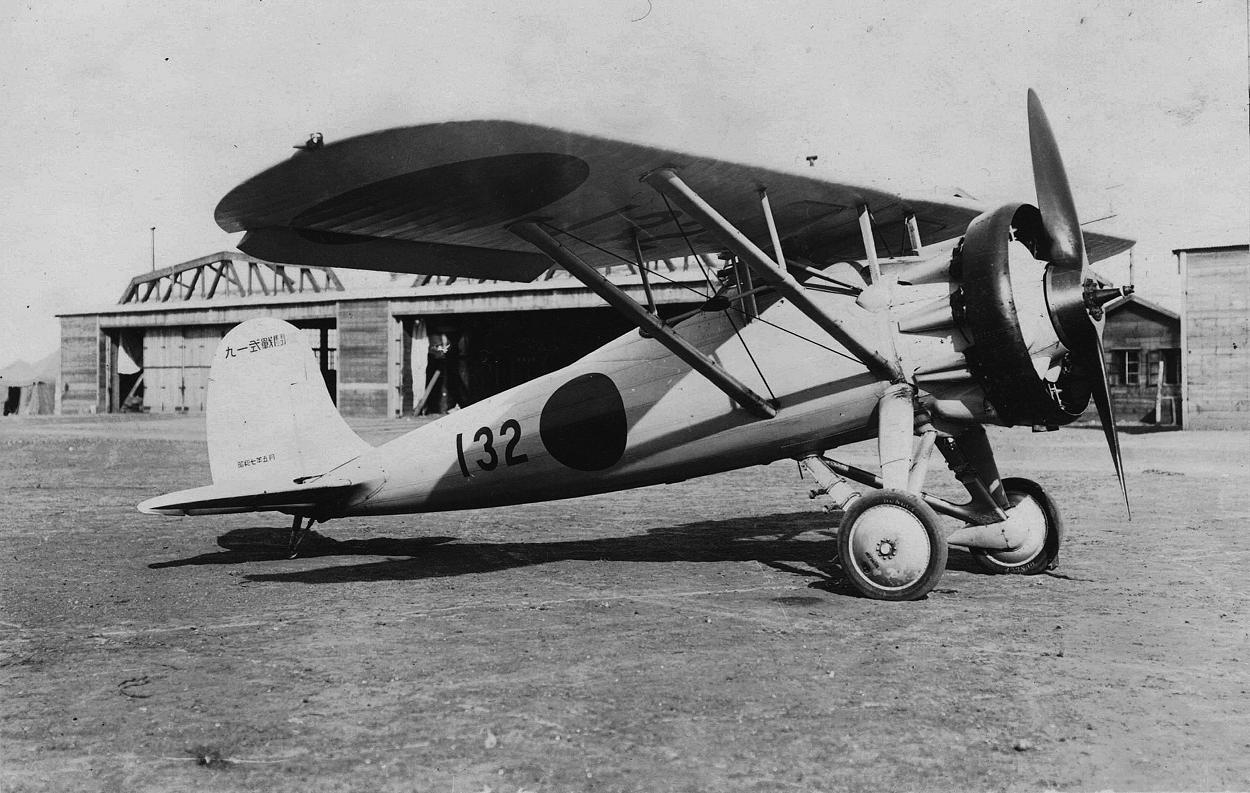
中島九一式戰鬥機

1932年一·二八上海事變，日軍首次把九一式投入中國戰場但未遇上中國空軍戰鬥機，1937年抗日戰爭全面爆發，九一式戰鬥機用於華北戰場並在山西與中國空軍交戰但不久就被其他日本戰鬥機取代，值得一提的是，九一式戰鬥機是當時中國空軍少有的日本製戰鬥機而且不是透過擄獲而是正式購買。
1933年發生「閩變」，當時的福建組成了反對蔣介石的「中華共和國人民革命政府」並向日本購買了12架九一式戰鬥機，但因「閩變」失敗收場，此12架九一式改為廣西空軍接收。
抗戰開始後，廣西空軍加入中央空軍共同抗日。
1938年1月8日，日本海軍派出九四式水上偵察機和九五式水上偵察機空襲廣西南寧，中華民國空軍第32中隊的日製九一式戰鬥機起飛迎敵而發生了空戰，是抗戰後期當中少有的日本飛機對日本飛機的空戰，副隊長韋一青和分隊長韋鼎烈分別駕駛九一式各擊落一架日本飛機，隊員蔣盛祐被擊落，跳傘後重傷不治，之後廣西空軍北上接收蘇製I-152戰鬥機並編成空軍第3大隊，九一式戰鬥機在柳州退役。

## 使用國家
- 日本
- 中華民國

## 外部連結
- 中岛91式战斗机
- 抗戰前廣西空軍所使用的各式飛機